# Linus Sebastian
Pour les articles homonymes, voir Sebastian.
 (juillet 2021).
La mise en forme du texte ne suit pas les recommandations de Wikipédia : il faut le « wikifier ».
Les points d'amélioration suivants sont les cas les plus fréquents :
- Les titres sont pré-formatés par le logiciel. Ils ne sont ni en capitales, ni en gras.
- Le texte ne doit pas être écrit en capitales (les noms de famille non plus), ni en gras, ni en italique, ni en « petit »…
- Le gras n'est utilisé que pour surligner le titre de l'article dans l'introduction, une seule fois.
- L'italique est rarement utilisé : mots en langue étrangère, titres d'œuvres, noms de bateaux, etc.
- Les citations ne sont pas en italique mais en corps de texte normal. Elles sont entourées par des guillemets français : « et ».
- Les listes à puces sont à éviter, des paragraphes rédigés étant largement préférés. Les tableaux sont à réserver à la présentation de données structurées (résultats, etc.).
- Les appels de note de bas de page (petits chiffres en exposant, introduits par l'outil «  Source ») sont à placer entre la fin de phrase et le point final[comme ça].
- Les liens internes (vers d'autres articles de Wikipédia) sont à choisir avec parcimonie. Créez des liens vers des articles approfondissant le sujet. Les termes génériques sans rapport avec le sujet sont à éviter, ainsi que les répétitions de liens vers un même terme.
- Les liens externes sont à placer uniquement dans une section « Liens externes », à la fin de l'article. Ces liens sont à choisir avec parcimonie suivant les règles définies. Si un lien sert de source à l'article, son insertion dans le texte est à faire par les notes de bas de page.
- La présentation des références doit suivre les conventions bibliographiques. Il est recommandé d'utiliser les modèles {{Ouvrage}}, {{Chapitre}}, {{Article}}, {{Lien web}} et/ou {{Bibliographie}}. Le mode d'édition visuel peut mettre en forme automatiquement les références.
- Insérer une infobox (cadre d'informations à droite) n'est pas obligatoire pour parachever la mise en page.

Pour une aide détaillée, merci de consulter Aide:Wikification.
Si vous pensez que ces points ont été résolus, vous pouvez retirer ce bandeau et améliorer la mise en forme d'un autre article.
Linus Gabriel Sebastian, né le 20 août 1986, est un youtubeur canadien. Il est le fondateur de Linus Media Group, dont il était le PDG de sa création en 2013 jusqu'au 1er juillet 2023 et regroupant les activités audiovisuelles de ses chaines YouTube, mais également les activités annexes à ces chaines.
Sebastian est surtout connu pour avoir créé cinq chaînes YouTube dont le contenu est axé sur la technologie et dont il présente régulièrement les vidéos : Linus Tech Tips (abrégé en LTT ), LMG Clips, Techquickie, TechLinked et ShortCircuit, cumulant plus de 20 millions d'abonnés. De 2007 à 2015, il a également présenté régulièrement des vidéos technologiques pour le détaillant informatique canadien NCIX, fermé depuis. Il est également propriétaire de Floatplane Media, une plateforme de streaming vidéo similaire à YouTube, mais dont le principe repose sur l'abonnement payant à des créateurs pour avoir accès à leurs vidéos.
Au mois de mars 2021, Linus Tech Tips a été classée première chaine technologique sur YouTube. En 2014, Tubefilter cita la chaine comme étant dans le "Top 1% des chaines "Google Preferred"" sur YouTube dans la catégorie "technologie". En 2015, Inc. magazine classa Sebastian quatrième sur une liste de "Top 30 Power Players in Tech".

## Carrière

### NCIX etLinus Tech Tips

Le logo de Linus Tech Tips à partir de 2018

Sebastian travaillait comme chef de produit pour la boutique en ligne de composants et matériels informatiques canadienne NCIX, aujourd'hui disparue. L'entreprise lui a demandé d'héberger sa chaîne technologique, NCIX Tech Tips, qui a été créée pour faire la démonstration de produits vendus par le détaillant. Sebastian était assisté d'un caméraman et d'un monteur inconnus, et travaillait avec des ressources limitées, tournant les vidéos avec une caméra empruntée au fils du président de l'entreprise. Sa première vidéo était une démonstration d'un dissipateur thermique de processeur Sunbeam.
En raison des coûts élevés des vidéos et du faible nombre de téléspectateurs au début de la chaîne, il a été demandé à Sebastian de créer la chaîne Linus Tech Tips comme un "doublon" moins cher de la chaîne NCIX Tech Tips, ceci afin de réduire les coûts de production des vidéos sans affecter la marque NCIX. Linus Tech Tips a été créée le 24 novembre 2008.
Cependant, le tournage de vidéos n'était pas son travail principal au sein de NCIX, son travail à temps plein dans l'entreprise étant commercial, concepteur de systèmes haut de gamme, chef de produit et chef de secteur,. Il a finalement quitté NCIX à la suite d'un différend concernant l'inventaire de l'entreprise, négociant un accord dans lequel il pouvait conserver la chaîne tant qu'il signait une clause de non-concurrence.

### Linus Media Group
Sebastian a fondé Linus Media Group (LMG) en janvier 2013 dans un garage, en tant qu'entreprise indépendante. D'abord petite entreprise n'employant que quelques personnes en plus de Linus Sebastian afin de proposer des vidéos ayant pour sujet principal la technologie et l'informatique, au travers de la chaîne principale Linus Tech Tips, Linus Media Group s'est développé au fil des années pour proposer plus de contenu, en gardant comme fil conducteur la technologie. Le fruit de ce développement est la création de chaines secondaires telles que Techquickie, proposant des vidéos de vulgarisation rapide à l'informatique et la technologie, Techlinked, proposant des courts bulletins reprenant les informations technologiques majeures qui sont sorties dans les jours précédant la vidéo, ou encore Short Circuit, dont le principe est de déballer et tester rapidement un produit technologique (PC portable, clavier, smartphone, etc.), le tout sans script afin de recueillir l'avis immédiat et sans biais du testeur.
D'autres chaînes ont également été créées par le groupe, toutefois en s'éloignant du thème principal de la technologie, c'est le cas de la chaîne They're Just Movies, dont les vidéos sont des podcasts regroupant les avis des rédacteurs du groupe à propos d'un film récent ou passé. La chaine Channel Super Fun, troisième chaîne créée par le groupe, a quant à elle pour but de montrer des défis plus ou moins absurdes relevés par les membres de l'équipe de la chaine.
Entre 2017 et 2019, LMG a organisé un événement annuel connu sous le nom de LTX Expo, une "convention mettant en vedette des créateurs de contenu et des personnalités axés sur la technologie".

### Projets notables
En janvier 2016, la chaîne Linus Tech Tips sortit une vidéo, financée par Kingston, montrant un ordinateur capable de gérer sept utilisateurs en même temps sur un même système, avec un coût estimé à 30 000 dollars. Cette vidéo fut sujette à plusieurs articles sur les sites internet spécialisés en technologie. L'ordinateur en question comprenait huit modules de 32 Go de RAM DDR4, huit SSDs de 1 To chacun, deux processeurs Intel Xeon à 14 cœurs, sept cartes graphiques AMD R9 Nano, une alimentation de 1600 watts ainsi qu'un boitier Caselabs Mercury S8 et une carte-mère Asus Z10PE-D8 WS.
En août 2017, Linus Tech Tips mit en ligne une vidéo en deux parties où les protagonistes jouaient en résolution 16K (15360 x 8640 pixels) en utilisant seize écrans Acer 4K ainsi qu'un ordinateur équipé de quatre cartes graphiques Nvidia Quadro P5000.
En avril 2018, LTT mit en ligne une vidéo dans laquelle il affirmait qu'Apple refusait de réparer son iMac Pro (réparations hors garanties et voulant être payées par la chaine YouTube) après une casse faisant suite à un démontage de l'appareil. Par la suite, le site VentureBeat s'interrogea sur la légalité de ce geste (le refus de réparer).
En décembre 2018, LTT sortit une vidéo en quatre parties relatant leur expérience d'achat d'ordinateurs de jeu auprès de six fabricants de PC, représentant trois types de constructeurs : deux gros constructeurs (HP et Alienware), deux intégrateurs de systèmes en gros volume (iBuyPower et CyberPowerPC) et deux intégrateurs haut de gamme (Origin PC et Maingear). Le but de cette opération étant de voir ce que ces constructeurs avaient à offrir à un client moyen. La comptable de Linus Media Group fut désignée en tant que cliente anonyme auprès des vendeurs et des conseillers après-vente de chaque constructeur dans le but de montrer lequel était le meilleur et, par extension, le pire. Le résultat de cette expérience fut mitigé puisque certains constructeurs furent très respectueux et serviable tandis que d'autres se comportèrent de manière contraire. La série de vidéo engrangea plus de 12 millions de vues et parut dans PC Gamer.
En 2021, LTT sortit une vidéo en trois parties montrant la création d'une manette de Xbox Series X en or 18 carats. La première vidéo montrait la phase de prototypage, la seconde la fabrication des coques en or et la troisième, les réactions des employés de LMG face à cette manette.
En septembre 2021, Sebastian a révélé avoir effectué un investissement personnel d'environ 225 000 dollars dans Framework Computer, un fabricant d'ordinateurs portables modulaires.